# Campionati europei di ciclismo su strada 2010 - Cronometro femminile Junior
La cronometro femminile Junior dei Campionati europei di ciclismo su strada 2010 si è svolta il 16 luglio 2010 nei dintorni di Ankara, in Turchia, su un percorso totale di 13,5 km. La medaglia d'oro è stata vinta dall'ucraina Hanna Solovey con il tempo di 17'42" alla media di 45,762 km/h, argento alla francese Pauline Ferrand-Prévot e a completare il podio l'altra francese Alexia Muffat.
Partenza con 27 cicliste, delle quali 26 completarono la gara.

## Classifica (Top 10)
| Pos. | Corridore              | Squadra     | Tempo   |
| ---- | ---------------------- | ----------- | ------- |
| 1    | Hanna Solovey          | Ucraina     | 17'42"  |
| 2    | Pauline Ferrand-Prévot | Francia     | a 36"   |
| 3    | Alexia Muffat          | Francia     | a 1'15" |
| 4    | Steffi Lodewyks        | Belgio      | a 1'26" |
| 5    | Susanna Zorzi          | Italia      | a 1'31" |
| 6    | Kateryna Zavala        | Ucraina     | a 1'33" |
| 7    | Annelies Visser        | Paesi Bassi | a 1'34" |
| 8    | Rossella Ratto         | Italia      | a 1'35" |
| 9    | Viviana Gatto          | Italia      | a 1'52" |
| 10   | Dagmar Labakova        | Rep. Ceca   | a 1'53" |